# Bas-Lag
Il Bas-Lag è un mondo immaginario creato dallo scrittore inglese di fantasy New Weird China Miéville, che vi ha ambientato tre dei suoi romanzi più conosciuti:
- Perdido Street Station (2000)[1]
- La città delle navi (The Scar, 2002)[2]
- Il treno degli dèi (Iron Council, 2004)[3]

oltre al racconto Jack, contenuto nell'antologia Looking for Jake (Del Rey Books, 2005).
È un mondo abitato da diverse razze intelligenti, dove convivono la magia (definita taumaturgia) e una tecnologia di tipo steampunk. Si tratta quindi un'ambientazione fantasy con contaminazioni fantascientifiche e horror.

## Geografia

### Continenti
Il Bas-Lag è formato da un numero sconosciuto di continenti. Due masse continentali, Rohagi e Bered Kai Nev sono citate nei romanzi, ma esistono altre isole e continenti che giocano un ruolo importante nell'ambientazione. 

#### Rohagi
L'esatta estensione e le dimensioni di Rohagi sono sconosciute. La città di New Crobuzon si trova a circa 16 km dalla costa orientale del continente, affacciata sull'Oceano Nascosto. A sud di New Crobuzon si estende il Boscogrezzo, oltre il quale si trovano i Colli Mendichi. A nord della città, lungo la costa ma separate dai Monti Bezhek, ci sono le rovine di Suroch. Verso ovest, a circa 1000 miglia da New Crobuzon, e molto oltre i Monti della Scarpa Ballerina, si trova il vasto lago di acqua dolce chiamato Loch Chela Fredda, collegato da uno stretto al mare interno di Mar Chela Fredda, che si estende per alcune centinaia di miglia a nord. Il Mar Chela Fredda è separato dall'Oceano Ingrossato da un istmo di terra, il Gengris, e termina, circa 700 miglia a nord di New Crobuzon, in un vasto golfo popolato dalla pericolosa e imprevedibile razza anfibia dei grindylow. Altri territori conosciuti sono la Spirale del Grano, una pianura situata a sudovest di New Crobuzon che funge da riserva di cibo per la città, e a nordovest, tra i Monti Bezhek e lo Stretto Chela Fredda, la vasta e disabitata Boscaglia Occhiodiverme.
Altre due città di Rohagi, nominate ne Il treno degli dèi, sono Cobsea e Myrshock, situate 750 miglia a sudovest di New Crobuzon. Cobsea si trova nell'interno, al limite della Macchia Cacotopica, un'ampia regione creata dalla forza magica conosciuta come Coppia. Myrshock si trova invece sulla costa settentrionale del Mar Magro, un golfo che si apre lungo la costa meridionale del continente, ed è in comunicazione con l'Oceano Ingrossato. Cobsea e Myrshock sono due città-stato che intrattengono relazioni commerciali con New Crobuzon, e nel terzo libro della trilogia si fa riferimento a un tentativo di costruire una linea ferroviaria transcontinentale per collegare le due città a New Crobuzon.
A sud del Mar Magro si trova il vasto deserto del Cymek, abitato dalla popolazione nomade dei garuda. In questo territorio si trovano altre due città, il porto di Shankell, noto per i combattimenti dei gladiatori, e la città di Dreer Samheer, all'estremo meridionale del continente. Entrambe le città sono abitate in maggioranza dalla razza delle Cactacee.
Ad ovest della Macchia Cacotopica e del Cymek si estende il Veld di Galaggi , in cui si trovano le città di Tesh e di Maru'ahm. Tesh controlla gli Stretti di Fuocacqua, che separano il continente di Rohagi da un'altra massa territoriale ancora sconosciuta. Il controllo di questi stretti e la conseguente guerra tra New Crobuzon e Tesh fanno da sfondo al terzo romanzo della trilogia del Bas-Lag, Il treno degli dèi.

#### Bered Kai Nev
Bered Kai Nev è il misterioso continente che si estende ad est di Rohagi. Tutto ciò che si sa su questa terra è che essa è ritenuta la patria ancestrale della razza delle khepri, che furono però costrette a fuggire in seguito a un evento noto come La  Razzia. Oggi le khepri vivono come rifugiate in molte città di Rohagi, ma si ritiene che alcune di esse abitino ancora a Bered Kai Nev.

### Isole e altri territori
ArmadaArmada è un'isola artificiale formata da numerose navi saldate tra loro in vari modi. L'isola si sposta continuamente attraverso l'Oceano Nascosto grazie a una piccola flotta di rimorchiatori. Politicamente l'isola consiste in una città-stato governata da pirati, con una popolazione di alcune centinaia di migliaia di individui, e un'estensione paragonabile a quella di una grande città.
Gnurr KettGnurr Kett è un'isola situata 2000 miglia a sud di New Crobuzon e 500 miglia a est del Cymek. È nota per l'alto livello del sapere conservato presso la sua capitale, Kohnid. Parte di questa conoscenza deriva dalla presenza di una colonia di Anofeli, unici superstiti dell'antico Regno Malarico delle Regine, un brutale regime matriarcale che si estendeva nelle epoche passate in buona parte delle regioni del Bas-Lag con il clima più mite.
Isole JheshullTre piccole isole situate al largo della costa di Rohagi. Furono coinvolte nelle Guerre Corsare, ma a causa della loro passata opposizione a New Crobuzon, sono ormai in declino.
Nova EsperiumNova Esperium è una colonia penale appartenente a New Crobuzon, situata in un punto imprecisato molte miglia a sudest della metropoli. Si sa tuttavia che è un luogo in cui la vita è estremamente dura, e la quasi totalità degli abitanti vi sono stati deportati contro la loro volontà. Così come New Crobuzon ricorda per alcuni aspetti la Londra dell'epoca vittoriana, Nova Esperium può essere assimilata all'Australia della stessa epoca.

## Politica e Società

### Stati conosciuti
New CrobuzonLa città-stato di New Crobuzon è uno degli scenari principali in tutti e tre i romanzi della Trilogia del Bas-Lag. Il suo aspetto ricorda vagamente quello della Londra della rivoluzione industriale o dell'epoca vittoriana, in cui imponenti edifici industriali e linee ferroviarie sopraelevate svettano su un orizzonte quasi sempre oscurato dal fumo delle ciminiere. La città è situata alla confluenza dei fiumi Bitume e Cancrena, che si uniscono nel centro della città per formare il Grande Bitume, il quale a sua volta si getta nell'Oceano Nascosto 10 miglia più a est.
Sebbene formalmente sia una repubblica parlamentare, la forma di governo assomiglia di più a una oligarchia, con importanti ambizioni imperialistiche e spesso in guerra con le nazioni vicine. Il diritto di voto è concesso solo ai cittadini di rango più elevato, che sono poco amati dal resto della popolazione. Il partito di governo è il Grande Sole, ma esistono altri partiti, tra cui lo xenofobo Tre Aculei e il più tollerante Tendenza Diversa. La razza dominante è quella degli umani, ma vi abitano molte altre specie intelligenti (dette nell'insieme xeniani) o semi-intelligenti. I suoi abitanti considerano generalmente New Crobuzon la città più grande dell'intero Bas-lag, o almeno della sua parte conosciuta.
Alto CromlechIl misterioso paese dei non-morti è situato nell'estremo occidente del continente di Rohagi, oltre lo Stretto di Chela Fredda, anche se pochi, in realtà, ne conoscono l'esatta ubicazione. Lo stato è retto da un regime basato su un rigido sistema di separazione delle caste: la casta dominante è quella dei tanati, creature descritte come "cadaveri con la bocca cucita, con abiti splendidi e la pelle simile a cuoio trattato" . A un livello inferiore della gerarchia sociale si trovano gli zombi, esseri dall'intelligenza limitata impiegati come forza lavoro, e ancora più in basso i vampiri, o semimorti, descritti come creature reiette ed emarginate, dipendenti dall'eterno bisogno di sangue. Essi vivono ai margini della società, nei quartieri più poveri, vivendo della carità dei vivi che talvolta offrono loro il polso perché possano placare la loro sete insaziabile . I vivi (chiamati i veloci) sono una minoranza nell'Alto Cromlech. La maggior parte di loro viene allevata dai non morti, per essere poi uccisi e trasformati in zombi o in tanati una volta raggiunta l'età adulta. Una piccola percentuale dei vivi tuttavia nasce libera, e sopravvive in mezzo ai non-morti eseguendo lavori che i lenti e poco intelligenti zombi non sono in grado di eseguire.
Bocca del BitumeQuesta città portuale è localizzata alla foce del Fiume Grande Bitume, 10 miglia a est di New Crobuzon. Ne La città delle Navi è descritta come "una striscia di industrie che si protende all'incirca per un chilometro e mezzo a nord e a sud, tagliata in due dall'acqua" , abitata da poche migliaia di residenti. Le sue attività principali, oltre a quella industriale, sembrano essere "prostituzione e pirateria", mentre la maggior parte delle navi attraversa l'estuario per attraccare direttamente al porto fluviale di New Crobuzon. Nonostante vi prosperino le attività illegali, Bocca del Bitume è comunque in rapporto di dipendenza politica ed economica con la vicina metropoli.
I Fratellimenzionata ne Il treno degli dèi, si trova nella parte occidentale di Rohagi, oltre la Macchia Cacotopica.
Gharcheltistmenzionata ne Il treno degli dèi come una città dell'acqua, la forma del nome suggerisce che sia abitata da una popolazione Vodyanoi.
Kar Torrerregno situato oltre la Boscaglia Occhiodiverme, menzionato ne La città delle navi,
KhadohKhadoh è uno stato mercantile in rapporti commerciali con New Crobuzon.
Maru'ahmMaru'ahm si trova presumibilmente sulla costa occidentale del continente di Rohagi, oltre la Macchia Cacotopica. In Perdido Street Station si dice che la città sia governata da un parlamento-casinò, dove le leggi vengono messe in palio in giochi d'azzardo come la roulette. Ne Il treno degli dèi viene menzionata una Regina e alcuni senatori, lasciando intendere che Maru'ahm sia governata da una sorta di Monarchia costituzionale.
Qé BanssaQé Banssa è un "piccolo porto di pescatori, povero e malandato" , arrampicato sulla costa dell'isola dell'Uccello Ballerino, situata circa a metà della rotta tra Bocca del Bitume e Salkrikaltor. Come altri piccoli centri marinari della zona, Qè Banssa sopravvive grazie ai commerci con New Crobuzon.
SalkrikaltorLa Repubblica di Salkrikaltor è la patria della popolazione acquatica degli omari, e si trova al di sotto dell'Oceano Ingrossato, a oriente di Rohagi, tra le isole di Bartoll e Gnomon Tor. Salkrikaltor e New Crobuzon sono, all'epoca de La città delle navi, partner commerciali sulla base di un'amicizia reciproca.
La capitale della Repubblica è Salkrikaltor City. La maggior parte della città si trova sott'acqua, tuttavia esiste un distretto emerso, dove risiedono le creature non acquatiche che intrattengono affari in città. La parte sommersa è descritta come "una vera metropoli brulicante e affollata, ma ovattata e seminascosta dall'acqua". Dal centro della città sommersa svettano "alte torri di cemento, di ferro, di roccia e vetro e di frammenti di robusto corallo"  che si estendono fino a trenta metri al di sopra del livello del mare, formando il distretto di superficie, il quale da lontano appare come "l'esuberante schizzo di una barriera corallina eseguita da un bambino" .
SurochSuroch era una città che combatté e perse una serie di guerre contro New Crobuzon, conosciute con il nome di Guerre Corsare. Nel periodo in cui hanno luogo i fatti narrati nei romanzi, Suroch è una città in rovina, distrutta e resa inabitabile dagli effetti della potente forza magica conosciuta come Coppia.
Troglodopolimenzionata in Perdido Street Station e descritta come una città sotterranea.
VadaunkVadaunk si trova a sud di New Crobuzon, nei pressi della Macchia Cacotopica. Ne Il treno degli dèi viene definito il Regno Mercenario.

### Lingue conosciute
Il Ragamoll è la lingua parlata a New Crobuzon, ed è largamente conosciuta in tutto il Bas-Lag orientale e parlata da tutte le razze. Il Salso è invece la lingua più diffusa nell'Oceano Nascosto, parlato soprattutto da pirati, marinai, e in genere dalle popolazioni marittime. Esso è descritto come un patois di molti linguaggi differenti tra cui lo stesso ragamoll.
Gli anofeli mantengono un'antica lingua scritta chiamata Alto Kettai, usato soprattutto da accademici ed eruditi. Si sa che l'alto kettai è una lingua flessiva in quanto possiede il caso ironico. Il Basso Kettai è la versione parlata più semplice.
Il Silentico (noto anche come mortese) è il linguaggio principale dell'Alto Cromlech. Dal momento che la maggior parte di coloro che lo parlano ha la bocca cucita o la laringe troppo "decomposta" per funzionare correttamente, questo linguaggio consiste di una serie di mugugni "inghiottiti" o "abbaiati dolcemente", di "precisi silenzi, importanti quanto i suoni", e di movimenti degli occhi e delle mani . Esso possiede inoltre una forma scritta.
Le khepri comunicano prevalentemente attraverso il linguaggio dei segni e l'emissione di feromoni, dal momento che le loro teste da insetto non permettono la vocalizzazione. Possiedono comunque una lingua scritta detta Alto Khepri.
I vodyanoi parlano almeno tre differenti linguaggi: il Lubbock, il Fellid e il Meridionale.
Le cactacee parlano prevalentemente il loro linguaggio tradizionale, il Sunglari. I garuda parlano il loro particolare linguaggio, prodotto interamente dall'articolazione della gola. Altri popoli come gli omari, gli abitanti di Tesh, gli hochi del Boscogrezzo possiedono i loro linguaggi eponimi.

## Scienza, tecnologia e magia
Nel mondo immaginato da Mièville, scienza, tecnologia e magia si mescolano in una rappresentazione unica e originale. La tecnologia di base è di tipo steampunk e ricorda quelle della rivoluzione industriale e dell'epoca vittoriana. I macchinari usati dai personaggi dei romanzi si basano sull'energia del carbone e sulla forza motrice del vapore, anche se hanno talvolta funzioni che possono essere soltanto immaginate nelle loro controparti del mondo reale. Un tema caro alla fantascienza steampunk, sfruttato da Miéville, è ad esempio la presenza di automi e computer basati sulla sola energia meccanica, sul modello della macchina differenziale.
Scienze naturali, filosofia e magia sono mescolate in una serie di originali discipline teoriche, che Miéville ama spesso descrivere nei dettagli, e che gli scienziati più audaci tentano di comprendere in una cosiddetta Teoria Unificata dei Campi. La magia, chiamata genericamente taumaturgia, è basata sulla manipolazione di alcune particelle elementari, i taumaturgoni, che solo individui accuratamente addestrati sanno effettuare. Ad esempio i biotaumaturgi sono in grado di manipolare magicamente il corpo umano per innestare in esso pezzi di macchinari o arti e organi aggiuntivi, dando origine agli individui ibridi detti rifatti. Mentre la taumaturgia classica si occupa della manipolazione degli elementi naturali, ne Il treno degli dèi è descritto dettagliatamente un tipo particolare di magia, la golemanzia, che si occupa invece della creazione di macchine senzienti.
Mentre gli umani possono in genere manipolare la magia solo attraverso un difficile addestramento, vi sono altre creature del mondo, come i lancialunga o i vodyanoi, per le quali la magia è una parte innata delle proprie abilità, così come creature mitiche o spiriti elementali la cui stessa esistenza è giustificata dalla magia. Per molte altre razze è invece la biologia a riservare sorprese inaspettate, per quanto scientificamente più o meno plausibili.
La tecnologia bellica è anch'essa di tipo ottocentesco, e combina l'uso di balestre di precisione, cannoni, fucili a pietra focaia e altre originali armi ottenute con l'aiuto della magia. Più volte nei romanzi si fa infine riferimento a una potente forza magica chiamata la Coppia (il termine originale, Torque, traducibile con momento meccanico, richiama ancora una volta la tecnologia meccanica), in grado di produrre armi devastanti ma dai gravissimi effetti collaterali, che ricorda da vicino le armi nucleari del mondo reale.